# リンゴゆず果ウイロイド
リンゴゆず果ウイロイド (英語: Apple fruit crinkle viroid; AFCVd) は、リンゴゆず果病の病原体（ウイロイド）。ポスピウイロイド科アプスカウイロイド属の暫定種である。

## 解説
2019年まで日本でのみ報告され、自然宿主としてリンゴ、 ホップ、 柿があげられる。2017年、鈴木らによって、実験宿主としてトマト、キュウリ、カラハナソウに感染することが報告された。AFCVdの分子は約370塩基で、Australian grapevine viroid (AGVd) と高い塩基配列相同性を持つため、暫定種となっている。AFCVdの病原性として、リンゴの果実にゆず果病や斑入り果病、さび化病などを引き起こし、ホップにはわい化や葉巻症状を示す。柿には潜在感染をしている。また実験宿主であるトマトの果実にリンゴの果実と似たような病原性を示す。AFCVdの宿主範囲や病原性などの生物学的特性について未だ不明な点が多い。